# Anthoactis australiae
Espèce
Anthoactis australiae est une espèce de cnidaires de la famille des Cerianthidae.

## Systématique
Le nom valide complet (avec auteur) de ce taxon est Anthoactis australiae Carlgren, 1937.